# Gita Skoumalová
Gita Skoumalová (roz. Spevárová) (* 12. června 1929) je slovenská filmová fotografka.

## Život a dílo
Vystudovala na FAMU v Praze. Spolu se svým manželem, českým fotografem Karlem Skoumalem, stála u zrodu slovenského filmu a filmových ateliérů na Kolibě, kde delší dobu pracovala. Fotografovala především ve Vysokých Tatrách, pracovala na filmech s tematikou Vysokých Tater a dětskou tematikou. Spolupracovala s předními herci a režiséry své doby, např. s Karlem Plickou, Júliem Pántikem a dalšími.
Momentálně se věnuje psaní knih především pro děti.